# 大拉明
大拉明（德語：Großraming）是奥地利上奥地利州施泰尔兰县的一个市镇。

## 基礎資訊
大拉明的面积為108平方公里，人口數2674人（2019年）。

## 藝術與文化

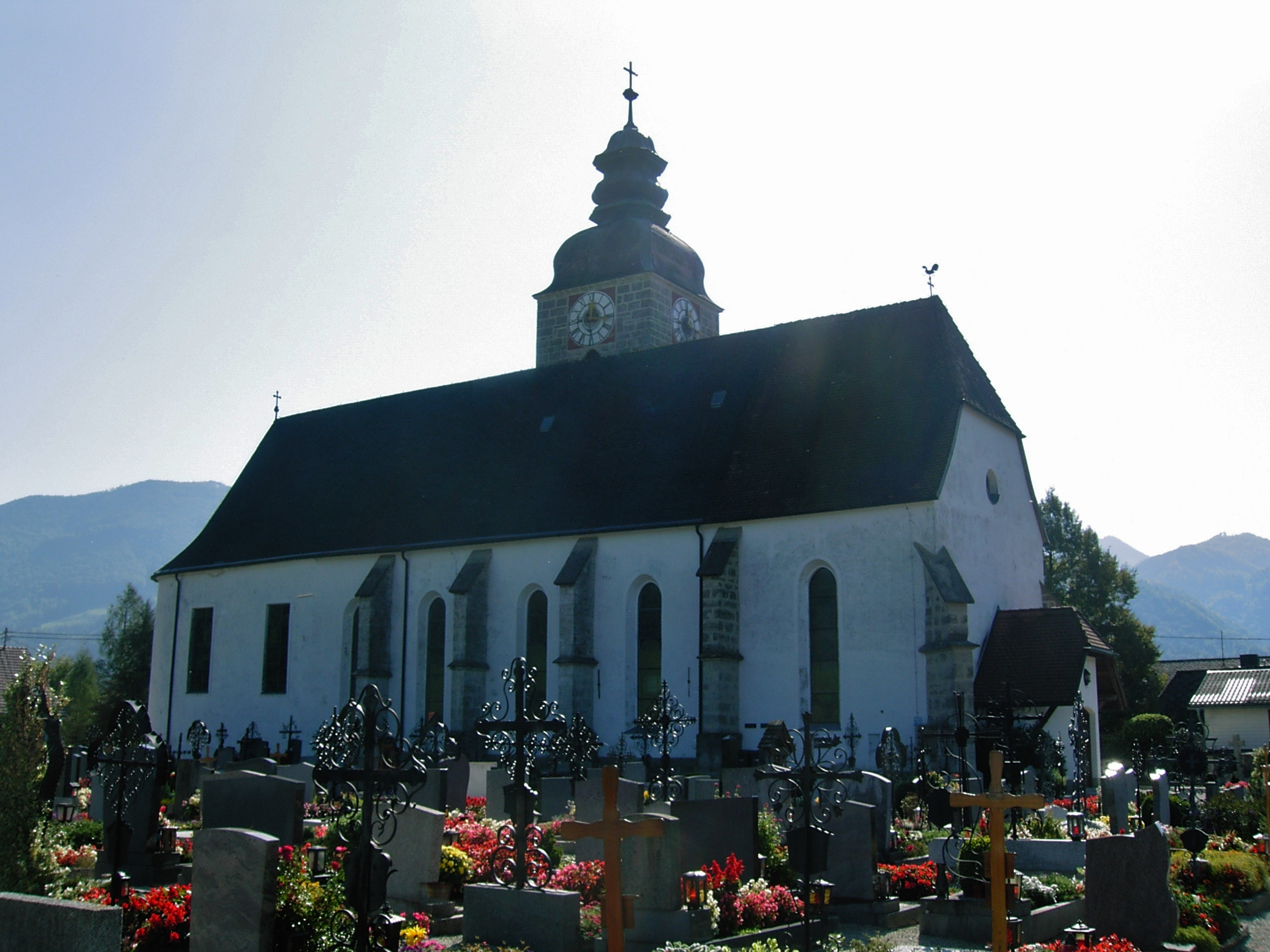
大拉明的教區禮拜堂

### 地理環境

#### 鄰近地方
- 魏尔